# Horloogijn Čojbalsan
Horloogijn Čojbalsan (in mongolo Хорлоогийн Чойбалсан, Khorloogiin Choibalsan nella traslitterazione anglosassone; Dornod, 8 febbraio 1895 – Mosca, 26 gennaio 1952) è stato un politico e generale mongolo, Presidente della Mongolia dal 1929 al 1930 e Primo ministro dal 1939 al 1952.

## Biografia
Čojbalsan inizialmente studiò teologia per diventare monaco buddhista, ma nel 1917 entrò in contatto con i rivoluzionari russi e si recò in Siberia. Creò la sua prima organizzazione di ispirazione bolscevica nel 1919 e due anni dopo fondò con Damdin Sùhbaatar il Partito Rivoluzionario del Popolo Mongolo. Nel frattempo la Mongolia, occupata dai cinesi dopo la rivoluzione d'ottobre e difesa dai bianchi durante la guerra civile russa, fu occupata dall'Armata Rossa nel 1921: si insediò così un governo comunista in cui Čojbalsan era viceministro della guerra.
Col passare degli anni Čojbalsan acquisì sempre maggior potere all'interno dell'esecutivo e quando scoppiò la Seconda guerra mondiale era ormai divenuto il principale leader del Paese. Fu presidente della Mongolia dal 24 gennaio 1929 al 27 aprile 1930 e Primo Ministro dal 24 marzo 1939 fino al giorno della sua scomparsa. Entrò anche nell'esercito e raggiunse il grado di maresciallo.
Čojbalsan era un seguace del leader sovietico Iosif Stalin ed emulò le sue azioni politiche tanto da essere soprannominato, appunto, lo "Stalin di Mongolia": eliminò i suoi rivali politici e si distinse per il duro trattamento riservato ai ricchi proprietari terrieri. Salì al potere con l'appoggio sovietico, concesso per i contrasti avvenuti tra l'uomo d'acciaio e il leader comunista mongolo Pėlžidijn Gėndėn, il cui governo cadde nel 1936: nessuno poté quindi ostacolare la presa al potere di Čojbalsan, il più stalinista tra i leader del PRPM.
Sotto Čojbalsan molti esponenti che gli si opponevano vennero fisicamente eliminati: la maggior parte delle vittime erano religiosi, ricchi latifondisti, dissidenti politici e aristocratici. Le stime del numero di persone uccise tra il 1921 e il 1941 variano notevolmente ma generalmente i morti vengono quantificati tra 30 000 e 35 000, in particolare monaci lamaisti condannati soprattutto negli anni Trenta.

## Politica estera
Anche se Čojbalsan non poté (e non volle) mantenere un corso di politica estera indipendente, è semplicistico dipingerlo come un fantoccio nelle mani dell'URSS. Čojbalsan era un nazionalista mongolo e non perse mai la speranza ai cittadini mongoli di riunirli tutto sotto l'egida della Repubblica Popolare di Mongolia. Tuttavia La sua visione pan-mongola si rivelò ambigua e, alla fine, irrealistica: ad esempio fino al 1945 incoraggiò, con l'appoggio di Stalin, la rivolta etnica nella regione cinese di Xinjiang nel tentativo di rafforzare l'influenza del RPM nella regione e, eventualmente, anche a Gansu e Qinghai. Nell'agosto del 1945 la Mongolia impugnò le armi contro il Giappone ed il suo esercitò partecipò all'invasione sovietica della Mongolia Interna: Čojbalsan sperava di utilizzare l'occasione per strappare quest'area dalle mani dei cinesi.
Ma pochi giorni dopo Stalin concluse un trattato con la Cina che garantiva la tutela di importanti interessi sovietici nell'Estremo Oriente, così come l'indipendenza della Mongolia Esterna. Il leader sovietico respinse quindi i sogni pan-mongoli di Čojbalsan, che avrebbero inevitabilmente portato alla destabilizzazione delle relazioni sino-sovietiche. Il Primo Ministro mongolo proseguì nel suo tentativo e, fino al 1949, cercò di convincere Stalin della giustezza dei suoi progetti: ottenne però solo la possibilità di proseguire l'attività propagandistica per l'autodeterminazione nazionale della Mongolia Interna.
La vittoria dei comunisti di Mao Zedong nella guerra civile cinese impose a Čojbalsan di desistere dal suo intento: non si potevano compromettere i rapporti diplomatici con una nazione alleata. È da notare, però, che proprio nel 1949 la Mongolia preferì non entrare nel neonato patto di Varsavia: l'alleanza mongolo-sovietica, tuttavia, non fu mai in discussione.

## Ultimi anni
Durante gli ultimi anni della sua presidenza, vennero migliorate le infrastrutture del paese, le strade e le linee di comunicazione (tutto ciò avvenne con l'assistenza sovietica) e furono adottate delle misure che portarono a un netto miglioramento del tasso di alfabetizzazione del Paese.
Čojbalsan morì mentre era in visita diplomatica a Mosca a fine gennaio del 1952; quando lo seppe, Stalin affermò: "Loro [gli amici del popolo] muoiono uno dopo l'altro. Ščerbakov, Ždanov, Dimitrov, Čojbalsan... Dobbiamo sostituire i vecchi medici con quelli nuovi!". I prigionieri arrestati durante il "complotto dei medici" furono costretti sotto tortura a confessore di aver ordito l'omicidio del leader mongolo e di altri dirigenti stalinisti.

## Eredità storica
Il giudizio che la moderna Mongolia dà di Čojbalsan è eterogeneo: molte persone lo considerano ancora un eroe popolare, ma i suoi detrattori sostengono che ciò è dovuto solamente al risultato della propaganda di regime e del culto della personalità di cui fu oggetto. Alcuni credono che Čojbalsan fosse solo un fantoccio di Stalin e avesse poca libertà di scelta nelle sue azioni. Da parte sua il Partito Rivoluzionario del Popolo Mongolo lo criticò per aver commesso degli "errori", compresa l'istituzione del culto della personalità, in un congresso del 1956 (in linea con le critiche fatte da Nikita Chruščëv durante il XX congresso del PCUS).
Oggi, il PRPM sostiene che Čojbalsan fosse un dittatore e sottolinea la repressione della corrente politica facente capo a Pėlžidijn Gėndėn. In ogni caso la capitale della provincia del Dornod, precedentemente chiamata Bajan Tùmėn e rinominata Čojbalsan in suo onore, mantiene tale denominazione ancor oggi; inoltre la sua statua si trova ancora di fronte all'università di Stato della Mongolia, ateneo da lui fondato nel 1942.